# Bahnhof Berlin-Rummelsburg (S-Bahn)
Der Bahnhof Berlin-Rummelsburg (S-Bahn) ist ein S-Bahnhof im Berliner Ortsteil Rummelsburg des Bezirks Lichtenberg. Der an der Niederschlesisch-Märkischen Eisenbahn gelegene Bahnhof wird von der Linie S3 der Berliner S-Bahn bedient.
Er ist nicht zu verwechseln mit dem weiter östlich gelegenen ebenfalls Berlin-Rummelsburg genannten Bahnhof, der früher ein Güterbahnhof war und heute der Wartung von Fernzügen dient. Im Bereich jenes Bahnhofs befindet sich die S-Bahn-Station Betriebsbahnhof Rummelsburg.

## Lage und Aufbau

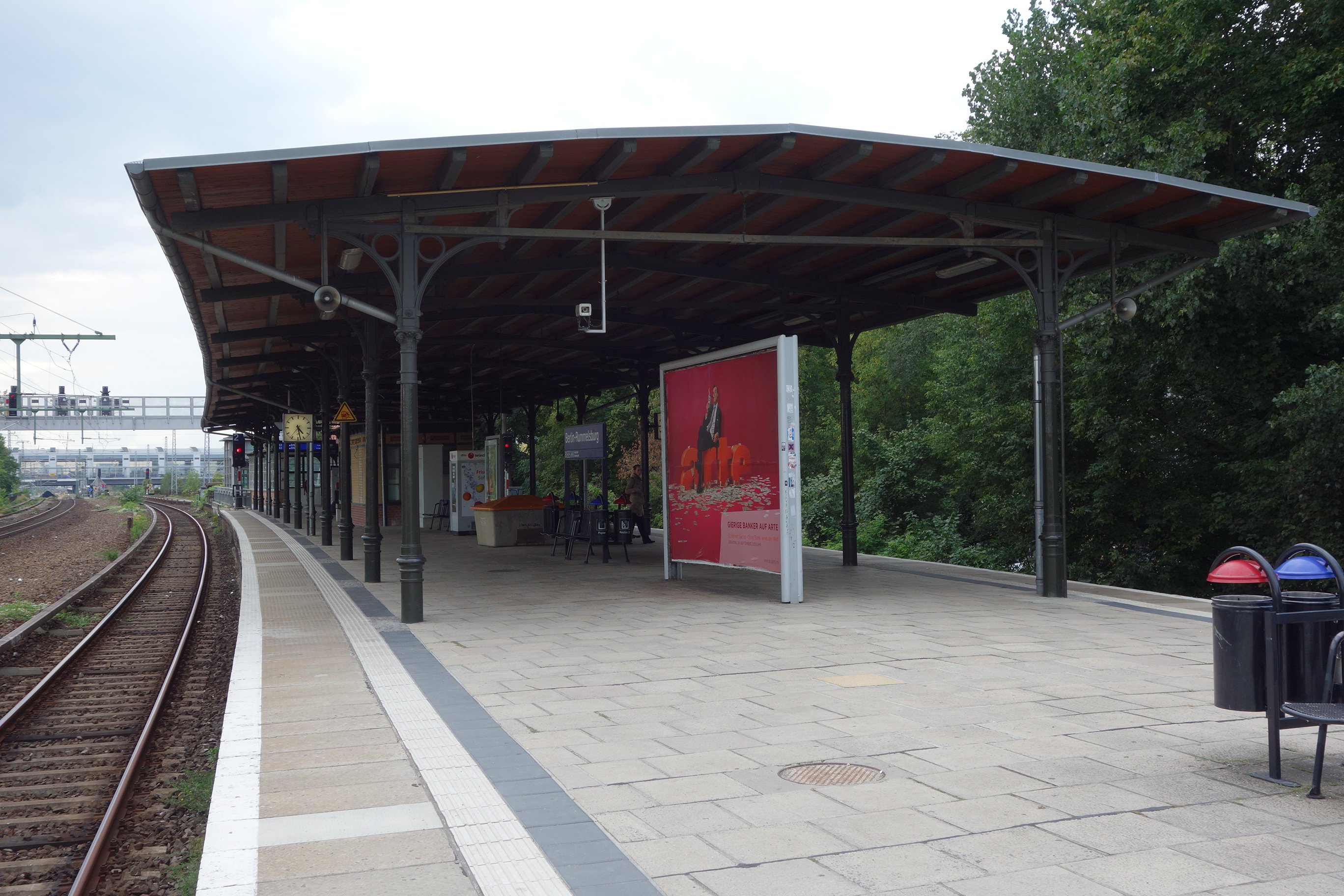
Bahnsteig

Der S-Bahnhof befindet sich am Streckenkilometer 3,2 der Niederschlesisch-Märkischen Eisenbahn. Der Zugang erfolgt am westlichen Bahnsteigende von der Nöldnerstraße und von der Hauptstraße. Der Bahnhof umfasst einen Mittelbahnsteig, besitzt jedoch kein eigenständiges Empfangsgebäude, die nötigen Einrichtungen zur Passagierabfertigung waren im Zugangsbauwerk untergebracht. Dieses ist innerhalb des Viadukts angelegt, auf dem die Gleise in diesem Bereich verlaufen. Ein Aufzug ermöglicht einen barrierefreien Zugang zum Bahnsteig.
Südlich des S-Bahnhofs führen die Fernbahngleise der Niederschlesisch-Märkischen Eisenbahn sowie das Zuführungsgleis zum Betriebsbahnhof Rummelsburg vorbei.

## Geschichte
Einen Haltepunkt bzw. eine „Haltestelle ohne Nebengleise“ in Rummelsburg gibt es seit der Eröffnung der Frankfurter Bahn im Jahr 1842 im Bereich der heutigen Karlshorster Straße. 1861 war die Rummelsburger Station Ausgangspunkt der Boxhagener Krönungsbahn. Im Bereich des Bahnhofs ging im Jahr 1867 eine Abladestelle für Vieh in Betrieb, die von der heutigen Marktstraße aus zugänglich war.
Mit der Eröffnung des neuen Bahnhofs Stralau-Rummelsburg im westlichen Teil des heutigen Bahnhofs Ostkreuz am 7. Februar 1882 wurde der Halt nicht mehr benötigt. Als Ersatz für die Bewohner ging am 1. Juni 1882 der neue Haltepunkt Kietz-Rummelsburg, östlich der heutigen Schlichtallee gelegen, in Betrieb. Im Jahr 1901 oder 1902 wurde die Bahntrasse vom Geländeniveau auf ein Viadukt höher gelegt und die Station an den heutigen Standort versetzt. Außerdem entstanden die unmittelbar westlich des Bahnhofs gelegenen Brücken über die Karlshorster Straße. Im Jahr 1914 erhielt die Station den heutigen Namen Rummelsburg.
Ab dem 11. Juni 1928 hielten die ersten elektrischen Vorortzüge am Bahnhof, aus ihnen ging am 1. Dezember 1930 die Berliner S-Bahn hervor. Infolge des Zweiten Weltkriegs stellte die Reichsbahn im April 1945 ihren S-Bahn-Betrieb ein, erst ab dem 5. Januar 1948 konnte dieser wieder aufgenommen werden. Im Jahr 1984 erhielt die Station einen südlichen Zugang zur Hauptstraße.
Seit Frühjahr 2016 erfolgt die Zugabfertigung durch den Triebfahrzeugführer mittels Führerraum-Monitor (ZAT-FM).
Im Rahmen des Umbaus des Bahnhofs Ostkreuz erfolgte eine Anpassung der Viaduktbögen der Fernbahngleise sowie der gesamten Gleisanlagen in diesem Bereich. Aufgrund dieser Bauarbeiten hielten von Ende August 2016 bis August 2017 keine S-Bahn-Züge am Bahnhof, sondern fuhren südlich daran vorbei. Mit Inbetriebnahme des Endzustands am Bahnhof Ostkreuz im November 2018 ging das Stellwerk BRH in Rummelsburg außer Betrieb, die Signale sind nun am elektronischen Stellwerk Ostkreuz angeschlossen und das Zugbeeinflussungssystem S-Bahn Berlin (ZBS) ist in Betrieb.

## Verkehr
Der S-Bahnhof Berlin-Rummelsburg wird von der Linie S3, die zwischen Spandau und Erkner verkehrt, bedient.
Im unmittelbaren Umfeld an der Nöldnerstraße gibt es eine Bushaltestelle und Fahrradabstellplätze, an der Hauptstraße besteht ein Übergang zur Straßenbahnlinie 21. Die folgenden Buslinien bedienen den S-Bahnhof: Omnibuslinien 194, 240 und N94 der Berliner Verkehrsbetriebe.
| Linie | Verlauf |
| ----- | --- |
|       | Spandau – Stresow – Pichelsberg – Olympiastadion – Heerstraße – Messe Süd – Westkreuz – Charlottenburg – Savignyplatz – Zoologischer Garten – Tiergarten – Bellevue – Hauptbahnhof – Friedrichstraße – Hackescher Markt – Alexanderplatz – Jannowitzbrücke – Ostbahnhof – Warschauer Straße – Ostkreuz – Rummelsburg – Betriebsbahnhof Rummelsburg – Karlshorst – Wuhlheide – Köpenick – Hirschgarten – Friedrichshagen – Rahnsdorf – Wilhelmshagen – Erkner |